# Alberto Bueno Calvo
Alberto Bueno Calvo (Madrid, 20 de març de 1988) és un exfutbolista professional madrileny que jugava com a davanter centre o de segon punta. Ha estat internacional amb les seleccions juvenils espanyoles. Es va formar al Reial Madrid CF, club que es va guardar dues opcions de recompra sobre el jugador quan se'n va desprendre.

## Biografia
Va començar a jugar en categoria aleví a l'Escola de Futbol Concepción, fitxant pel planter del Reial Madrid, on va arribar amb 15 anys a la categoria cadet i pujà al Juvenil A a la temporada 2005-06, marcant 37 gols en 37 partits. A la temporada següent formà part del Reial Madrid Castella de la Segona Divisió, jugant 31 partits, encara que 26 d'ells com a suplent i marcant 2 gols.
L'agost de 2007 va signar un contracte professional amb l'entitat blanca, sent convocat a la pretemporada amb el primer equip entrenat per Bernd Schuster. Debutà a un amistós contra el Lokomotiv de Moscou.
Les temporades 2007-08 i 2008-09 continuà jugant al Reial Madrid Castella a la Segona Divisió B, arribant a debutar amb el primer equip en partit oficial a la Copa del Rei el 30 d'octubre de 2008 i marcant el seu primer gol l'11 de novembre també en Copa del Rei.

### Selecció espanyola
Ha estat internacional amb Espanya des de la selecció sub-16 fins a la sub-21, guanyant el Campionat d'Europa de futbol Sots-19 el 2006, on va ser el màxim golejador del torneig, amb una actuació brillant a la final.
També forma part del combinat espanyol a la Copa del Món sub-20 del 2007 disputat al Canadà. Va marcar un gol a la pròrroga dels vuitens de final contra Brasil, assolint la classicació per a quarts de final.